# Соединение
Соедине́ние — процесс изготовления изделия из деталей, сборочных единиц (узлов), агрегатов путём их физического объединения в одно целое (готовую сборку); явл. основной частью производственного процесса сборки.
Показатели работоспособности соединения — прочность и (или) герметичность, а также технологичность.

## Классификация

### Разъёмные соединение
- резьбовое соединение
- штифтовое соединение
- шпоночное соединение
- шлицевое (зубчатое) соединение
- байонетное соединение
- клеммовое соединение
- конусное соединение
- профильное соединение
- бугельное соединение
- соединение шип-проушина

### Неразъёмные соединение
- сварное соединение
- паяное соединение
- клееное соединение
- заклёпочное соединение (клёпаное соединение)

### Условно разъёмное соединение
- соединение с натягом

## История способов соединения
Способы соединения отрабатывались человеком с эпохи раннего палеолита и продолжают совершенствоваться в наши дни.